# Bolinopsidae
Famille
Les Bolinopsidae constituent une famille de cténophores de l'ordre des Lobata.

## Liste des genres et espèces
Selon World Register of Marine Species (24 novembre 2015) :
- genre Bolinopsis L. Agassiz, 1860 -- 10 espèces
- genre Lesueuria Milne Edwards, 1841 -- 4 espèces
- genre Mnemiopsis L. Agassiz, 1860 -- 2 espèces

Selon ITIS (24 novembre 2015) :
- genre Bolinopsis L. Agassiz, 1860
  - Bolinopsis infundibulum (O. F. Müller, 1776)
  - Bolinopsis microptera (A. Agassiz, 1865)
  - Bolinopsis vitrea (L. Agassiz, 1860)
- genre Mnemiopsis L. Agassiz, 1860 (placé sous Mnemiidae par ADW)
  - Mnemiopsis gardeni L. Agassiz, 1860
  - Mnemiopsis leidyi A. Agassiz, 1865
  - Mnemiopsis mccradyi Mayer, 1900

Selon ADW :
- genre Bolinopsis
  - Bolinopsis infundibulum (O. F. Müller, 1776)
  - Bolinopsis vitrea (L. Agassiz, 1860)
- genre Deiopea (placé sous Eurhamphaeidae par ITIS)
  - Deiopea kaloktenota
- genre Leucothea (placé sous Leucotheidae par ITIS)
  - Leucothea multicornis
  - Leucothea ochracea
  - Leucothea pulchra

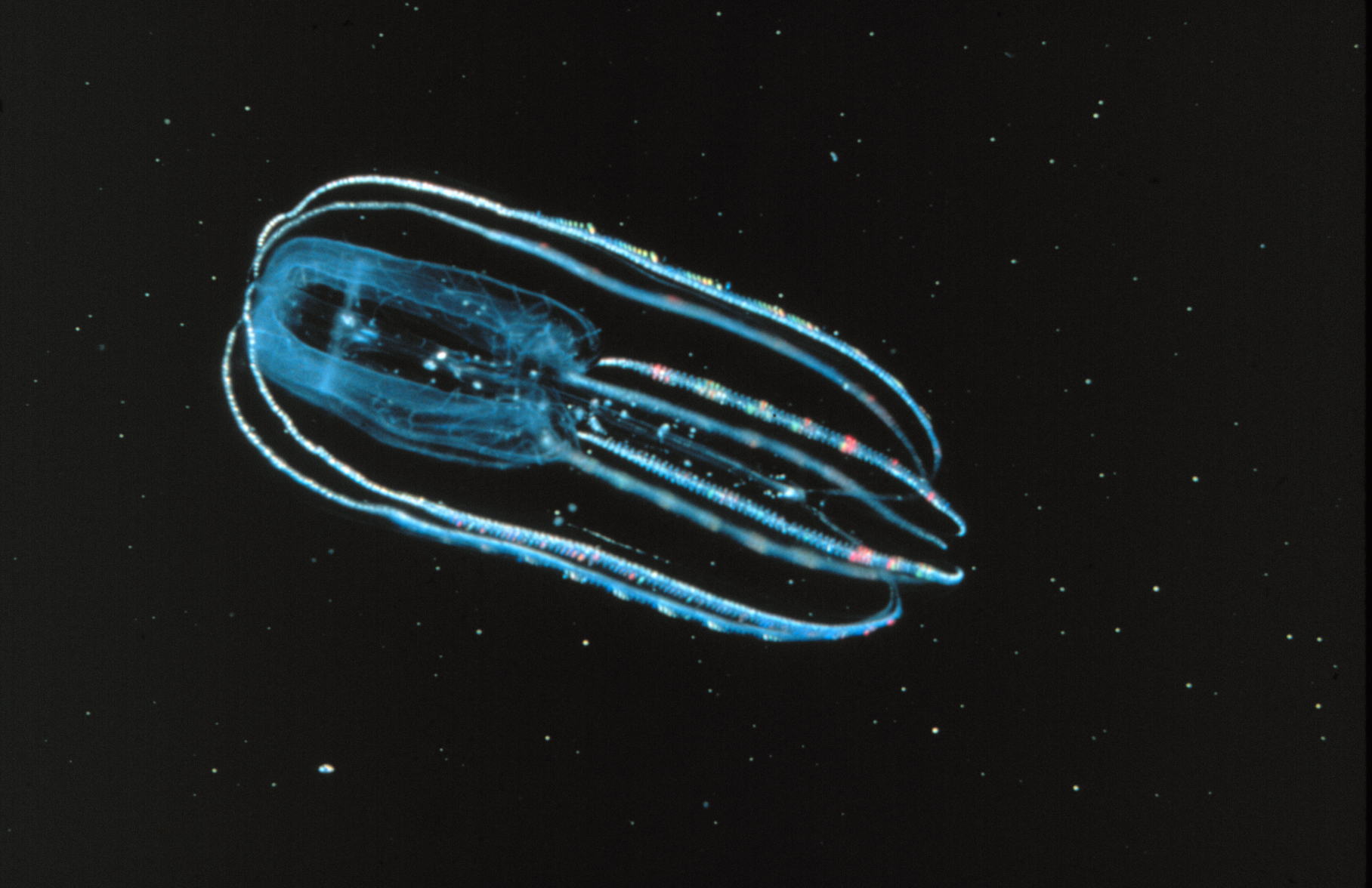
Bolinopsis infundibulum
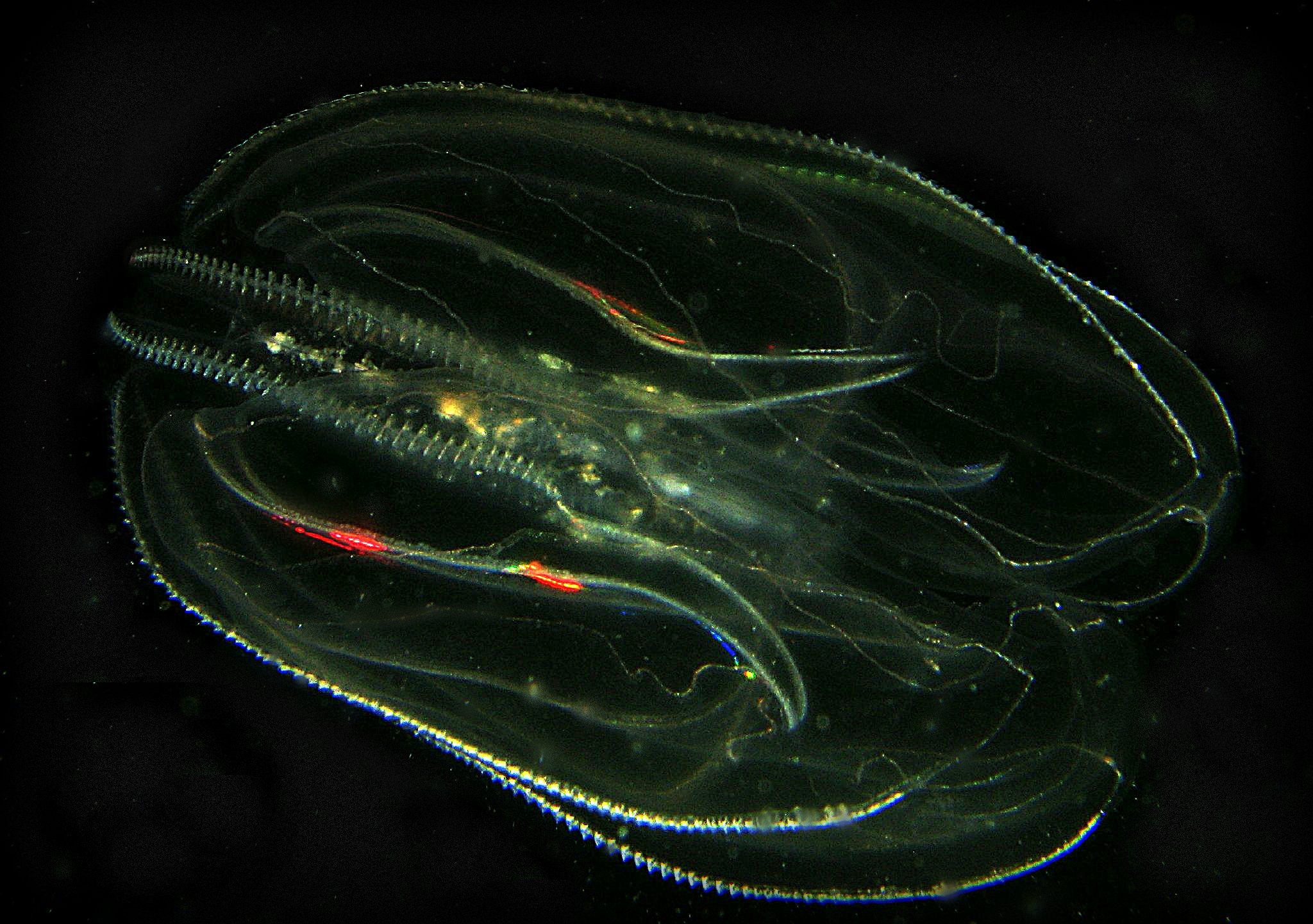
Mnemiopsis leidyi